# Nirvana (espiritualidad)

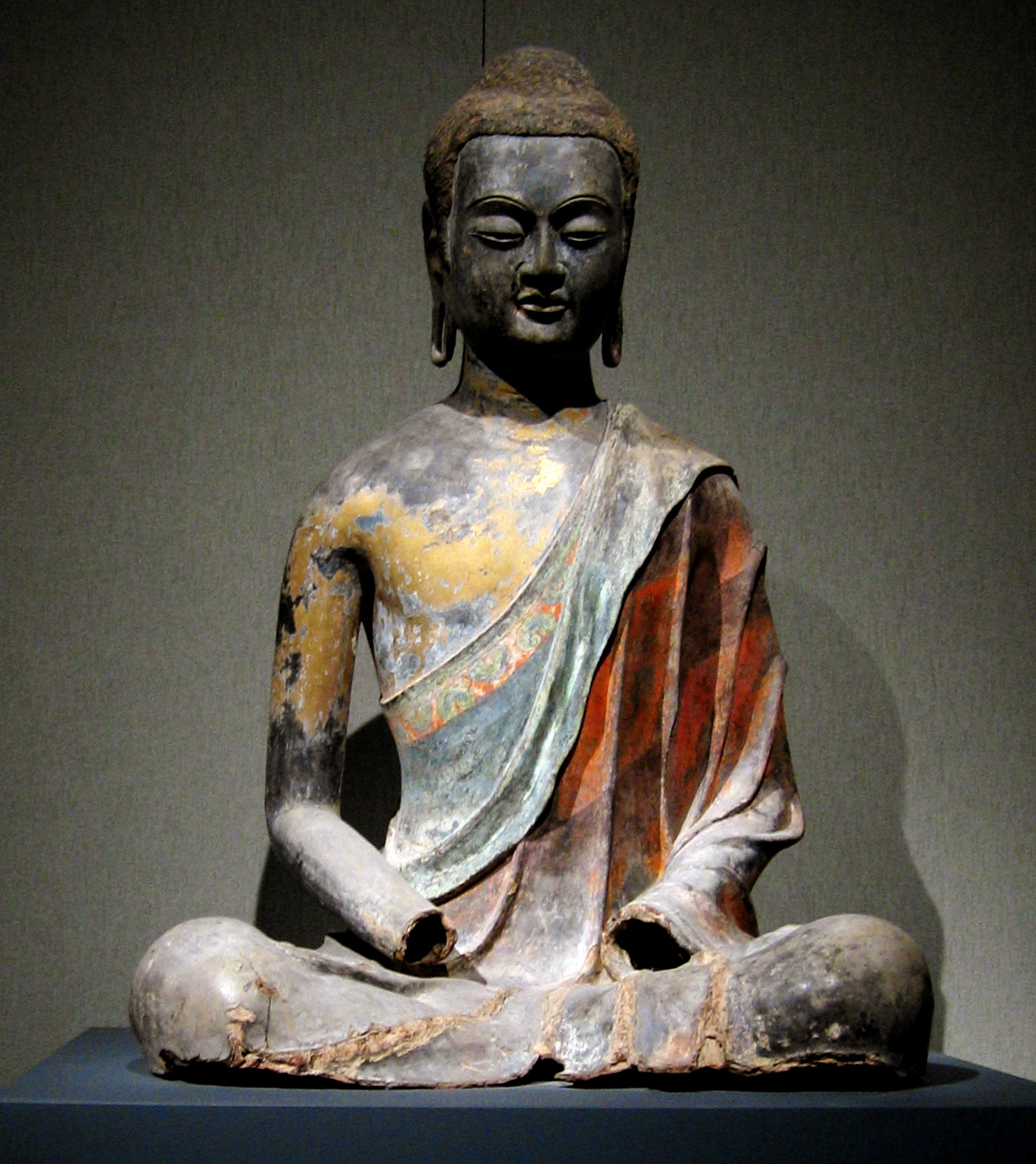
Estatua de Buda, de la dinastía Tang, en la provincia de Hebei.

Nirvana es una palabra del sánscrito que hace referencia a un estado que puede alcanzarse a través de la meditación y la iluminación espiritual, y que consiste en la liberación de los deseos, el sufrimiento, la conciencia individual y el ciclo de reencarnaciones. Es un concepto importante en el hinduismo, jainismo y budismo y suele alcanzarse mediante diferentes prácticas y técnicas espirituales. 
En las religiones indias, nirvana es sinónimo de moksha y mukti. Todas las religiones indias afirman que es un estado de perfecta quietud, libertad y máxima felicidad, así como la liberación del apego y del sufrimiento mundano y el fin del samsara, la ronda de la existencia. Sin embargo, las tradiciones no budistas y budistas describen estos términos de liberación de forma diferente. En filosofía hindú, es la unión o la realización de la identidad de Atman con Brahman, dependiendo de la tradición hindú. En el jainismo, el nirvana es también la meta soteriológica, que representa la liberación del alma de la esclavitud kármica y del samsara. En el contexto budista, nirvana se refiere al abandono de los «Diez Grilletes», marcando el final del renacimiento al apagar los fuegos que mantienen en marcha el proceso de renacimiento.En la filosofía shramánica, nirvana es el estado de liberación tanto del sufrimiento  (duḥkha) como del ciclo de renacimientos (samsara).

## Etimología
Nirvana significa literalmente «apagado», como en una vela.
Las ideas de liberación espiritual, con el concepto de alma y Brahman, aparecen en textos védicos y Upanishads, como en el verso 4.4.6 del Brihadaranyaka Upanishad.
El término en el sentido soteriológico de estado de liberación «apagado, extinguido» aparece en muchos lugares de los Vedas y aún más en el Bhagavata Purana post-budista, sin embargo la opinión populista no da crédito ni a los vedas ni a los Upanishads. Collins afirma que «los budistas parecen haber sido los primeros en llamarlo nirvana». Esto puede haber sido el uso deliberado de las palabras en el budismo temprano, sugiere Collins, ya que Atman y Brahman fueron descritos en los textos védicos y Upanishads con la imaginería del fuego, como algo bueno, deseable y liberador. Collins dice que la palabra nirvāṇa proviene de la raíz verbal vā «soplar» en forma de participio pasado vāna «soplado», prefijado con el preverbio nis que significa «fuera». De ahí que el significado original de la palabra sea «soplado, extinguido» (sandhi cambia los sonidos: la v de vāna causa que nis se convierta en nir, y entonces la r de nir causa retroflexión de la siguiente n: nis+vāna > nirvāṇa). Sin embargo el significado budista de nirvana también tiene otras interpretaciones.
L. S. Cousins dijo que en el uso popular nirvana era: 

«la meta de la disciplina budista,... la eliminación final de los elementos mentales perturbadores que obstruyen un estado mental pacífico y claro, junto con un estado de despertar del sueño mental que inducen».

En otros idiomas se dice:
- निर्वाण (nirvāṇa), en escritura devanagari (del sánscrito);
- णिव्वाण (nirvāṇa), en prákrito;
- निब्बान, (nibbāna), en pali;
- 涅槃 (nièpán), en chino;
- 涅槃 (nehan), en japonés;
- นิพพาน (nipphan), en tailandés;
- 열반 (yŏlban), en coreano.

## El nirvana en el hinduismo
El nirvana es el estado transcendente, libre de sufrimiento y de la existencia fenoménica individual; es la experiencia religiosa más identificada con el budismo.
La palabra procede de un verbo que significa enfriarse o apagarse, como el final de una vela. La connotación es que solo en el nirvana están extinguidas las llamas del odio, el apego y la ignorancia. En estado de nirvana se rompe el ciclo de la transmigración, que de otra manera sería eterno. Su naturaleza ha sido muy debatida por el pensamiento occidental, algunos de cuyos investigadores sostienen que implica una total aniquilación, aunque otros lo interpretan como beatitud eterna. Ambos puntos de vista son problemáticos en ocasiones, ya que el nirvana es indescriptible y solo puede conocerse desde su experiencia.
En el hinduismo se habla de la unión con el uno absoluto (Brahman), por tanto, aunque el nirvana apunta a un mismo suceso de paz interior, no se debe considerar exactamente con las mismas consecuencias que en el budismo, puesto que, de hecho, el budismo redefinió el concepto de nirvana según sus propios postulados. Cada una, en consecuencia, tiene su propio marco religioso.
El hinduismo utiliza el término nirvana en su contexto de mokṣa (liberación del samsara o del ciclo de nacimientos y muertes repetidos), en el que el alma o ātmān se fundirá con la divinidad o lo absoluto. Esta liberación es, por tanto, una fusión del alma con la divinidad.
A su vez, dentro del hinduismo este concepto de liberación es concebido de manera diferente por los distintos credos (dárśanas) hindúes.
Los vaishnavas (vishnuistas, o devotos del dios Vishnú) consideran que mokṣa no implica la fusión monista del alma dentro de Dios, sino la aceptación del alma para servirlo.
Por eso en el vaishnavismo no se desea realmente abandonar la reencarnación, sino servir a Dios, aunque sea sufriendo en este mundo lejos de él.

## El nirvana en el budismo

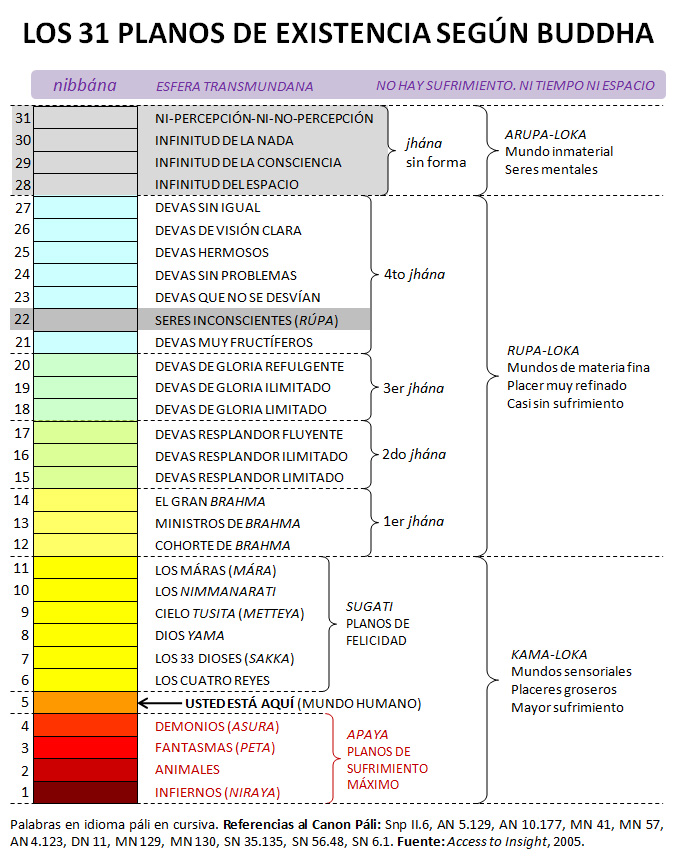
Esquema del samsara y su relación con nirvana según el Canon Páli.

Siddhartha Gautama se refería al nirvana de la siguiente manera:

«Hay, monjes, una condición donde no hay tierra, ni agua, ni aire, ni luz, ni espacio, ni límites, ni tiempo sin límites, ni ningún tipo de ser, ni ideas, ni falta de ideas, ni este mundo, ni aquel mundo, ni sol ni luna. A eso, monjes, yo lo denomino ni ir ni venir, ni un levantarse ni un fenecer, ni muerte, ni nacimiento ni efecto, ni cambio, ni detenimiento: ese es el fin del sufrimiento». (Udana, VIII, 1)

Como no se puede definir el nirvana con palabras, se lo suele delimitar por lo que no es:
- No es la existencia común a la que está sujeto el ser humano.
- No tiene principio ni fin (no se encuentra dentro del tiempo medible).
- No se puede generar o fabricar.
- No tiene dualidad, por lo que no puede ser descrito con palabras.
- No es un estado subjetivo de conciencia.
- No está condicionado a nada o por nada.
- No es ningún tipo de desarrollo o conversión.[cita requerida]
- No tiene partes o etapas que se puedan distinguir unas de otras.[cita requerida]

Buda Gautama redefinió la consecución del nirvana presente en el hinduismo mediante un proceso de meditación en el que se analiza el cuerpo y la mente como carentes de una individualidad intrínseca. En ese proceso existe un vacío de individualidad (śūnyatā) de todo lo presente en el cuerpo y mente del sujeto.
Esta falta de una individualidad es también común en todos los fenómenos del universo; siendo a través de las cuatro etapas del nirvana como se presenta los diferentes grados de iluminación que una persona puede obtener en esta vida.
Al igual que en el hinduismo, la realización del nirvana budista implica la liberación definitiva del sufrimiento de la existencia o de los diferentes estados de renacimiento a los que todos los seres están sujetos.
Pero en el budismo esta idea será llevada hasta sus últimas consecuencias.
La diferencia en el contexto hinduista es que esto ocurre por la unión a un absoluto (Brahman) a semejanza de lo que expone la mística de las religiones teístas occidentales.
La afirmación de que el budismo considera el nirvana como lo opuesto al samsāra (el mundo tal como lo vivimos ahora) no es correcta desde el punto de vista de la doctrina budista, toda vez que dioses y hombres están sujetos al karma y Buda expresó la liberación final de dioses y hombres en medio del mundo de los fenómenos.
Por lo tanto, se distanció de ese estado de absorción en la divinidad o unión a un absoluto como vía de liberación definitiva, tal como estaba presente en el hinduismo.[cita requerida]

## El nirvana en el jainismo

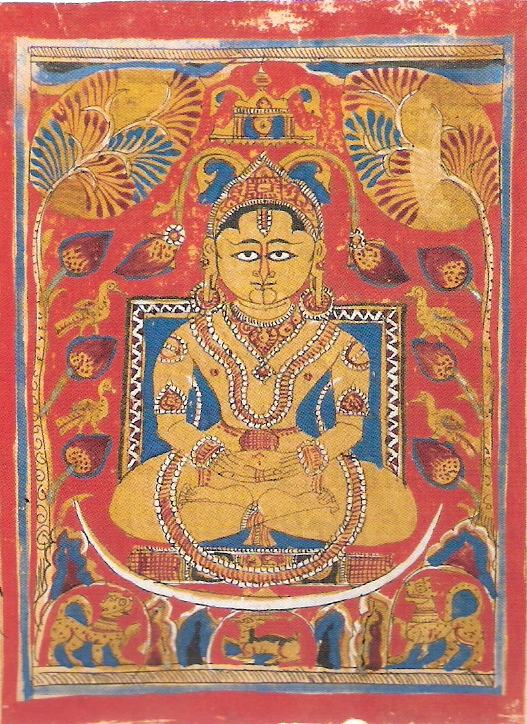
Imagen del nirvana de Mahavira procedente del Kalpasutra. En ella se aprecia el Siddhashila, lugar al que acuden las almas de los que logran el nirvana.

En el jainismo se refiere a la liberación de las ataduras del karma. Cuando un ser humano como un Tirthankara se libera de sus karmas finaliza su experiencia en el mundo logrando el nirvāṇa. Técnicamente, el final del período de vida es llamado nirvana en tanto que ha acabado la existencia terrenal y ha alcanzado la liberación. El Moksa sería entonces la liberación que sigue al nirvana. Así tendríamos un primer paso, el nirvana, que realiza el Arhat y que solo después y mediante el Moksa pasa a convertirse en siddha, el liberado.
Los jainas celebran el Diwali como el día en que  Mahavira logró su nirvana. El Kalpasutra  narra detalladamente el nirvana de Mahavira.

## Webs
1. ↑  «El Diccionario Soka Gakkai del Budismo, vimoksha». Archivado desde el original el 22 de febrero de 2014. Consultado el 17 de febrero de 2014.